# .mw
.mw là tên miền quốc gia cấp cao nhất (ccTLD) của Malawi. Vào năm 2002 IANA đã đề nghị nhà quản lý tên miền quốc gia sẽ được chuyển đến Malawi Sustainable Development Network Programme từ Computer Solutions LTD

## Tên miền cấp 2
Ngoài việc đăng ký trực tiếp tên miền cấp 2, còn có thể đăng ký tên cấp 3 dưới một số tên sau:
- ac.mw - cơ quan học thuật
- co.mw - tổ chức thương mại
- com.mw - một thay thế khác cho tổ chức thương mại
- coop.mw - hiệp hội hợp tác
- edu.mw - học viện cấp bằng về giáo dục
- gov.mw - hạn chế cho chính phủ Malawi
- int.mw - các tổ chức theo hiệp ước quốc tế
- museum.mw - thư viện, lịch sử, văn bản hoặc tổ chức trưng bày
- net.mw - tổ chức mạng
- org.mw - tổ chức phi lợi nhuận